# Nadia's Theme
Nadia's Theme este o melodie compusă de Barry De Vorzon⁠(en)[traduceți] și Perry Botkin Jr.⁠(en)[traduceți] în anul 1971 sub denumirea „Cotton’s Dream” pentru comedia dramatică Binecuvântați animalele și copiii. Înregistrarea a fost recompusă mai târziu pentru a deveni piesa tematică a telenovelei Tânăr și neliniștit, folosită din 1973 până astăzi.
În decursul Jocurilor Olimpice de vară din 1976 melodia a început să fie asociată de publicul american cu gimnasta Nadia Comăneci, după ce în emisiunea Wide World of Sports de pe canalul ABC a apărut un montaj de filmări cu gimnasta în timpul probelor. Astfel, melodia a început să fie cunoscută sub denumirea Nadia's Theme.